# Хлопчик і слон (фільм)
Хлопчик і слон — британський пригодницький фільм,знятий 1937-го року, в головній ролі Сабу Дастагір в своєму дебютному фільмі. Документальний кінематографіст Роберт Флаерті,який продюсував деякі з індійські стрічки, а також режисер - Золтан Корда, який завершив фільм, отримав приз за найкращу режисуру на Венеціанському кінофестивалі. Фільм був знятий в студії Лондон Філмс в Денхемі, і в Майсур,в Індії, і заснований на оповіданні "Слони Тумая" зі збірника  Редьярда Кіплінга "Книга джунглів" (1894 р.).

## Сюжет
Тумай (Сабу), молодий хлопець,який  росте в Індії,прагне стати мисливцем. У той же час, він допомагає своєму батькові погоничу (водієві слона)  з Кала Наг- великим слоном, який перебував в їхній родині протягом чотирьох поколінь.
Петерсен (Волтер Хадд) наймає його батька і Кала Наг, серед інших кандидатів, для великого щорічного державного збору  диких слонів для того, щоб приручити і змусити працювати. Задоволений  Тумаєм і, дізнавшись, що у нього немає більш  нікого, крім свого батька, щоб доглядати за ним, Петерсен дозволяє хлопчикові прийти також.
Як не дивно, ніяких слонів не було помітно в регіоні у той час, тому Петерсен поставив на карту свою репутацію на здогад, що вони будуть знайдені далі на півночі. Проте,шість тижнів полювання виявляються безрезультатними. Він готовий відмовитися, але його права рука, Мачуа Аппа (Allan Jeayes), переконує його продовжувати полювання ще один місяць. Коли інші найняті місцеві жителі дізнаються про амбіції Тумая, вони сміються над ним, кажучи йому, що він стане мисливцем тільки тоді, коли він побачить, що слони затанцюють (міф).
Одного разу вночі, батько Тумая бачить тигра.який нишпорить біля табору і будить Петерсена. Коли обидва виходять стріляти у  звіра, батько Тумая помирає. Горе Кала Нага стає настільки сильним, що він шалено біжить через табір,а  зупиняється тільки тоді, коли Тумай заспокоює його.
Петерсен вирішує призначити жорстокого Рхаму Лахл  (Брюс Гордон)для роботи з Кала Нагом, так як Тумай занадто молодий для виконання цих обов'язків.  Рам Лахл б'є слона,проте, Кала Наг травмує свого мучителя. Погонич наполягає на тому, що Кала Наг повинен бути знищений,тому що таким є  закон. Petersen зумів змусити його змінити свою думку і прийняти 100 рупій замість того, щоб, погрожуючи, забрати його  з безпеки табору.
Свідомо Тумай забирає Кала Нагу і тікає в джунглі. Там, вони натикаються на зниклих диких слонів, і Тумай бачить,що вони танцюють. Він веде Петерсена до них. Решта працівників є враженими, і називають його їх "Слони Тумая". Мачуа Аппа пропонує навчити хлопчика для того, щоб він став мисливцем, план Петерсен схвалює.